# Mazzè
Mazzè là một đô thị ở tỉnh Torino trong vùng Piedmont, có vị trí cách khoảng 30 km về phía đông bắc của Torino. Tại thời điểm ngày 31 tháng 12 năm 2004, đô thị này có dân số 4.058 người và diện tích là 27,8 km².
Mazzè giáp các đô thị: Vische, Candia Canavese, Moncrivello, Caluso, Cigliano, Villareggia, Rondissone, và Chivasso.